# 大崎市の行政区域の変遷
大崎市の行政区域の変遷（おおさきしのぎょうせいくいきのへんせん）では、1889年（明治22年）4月1日の町村制施行以後の大崎市域の旧市町村および大崎市の行政区域の変遷を解説する。

大崎市の位置

## 市域の変遷

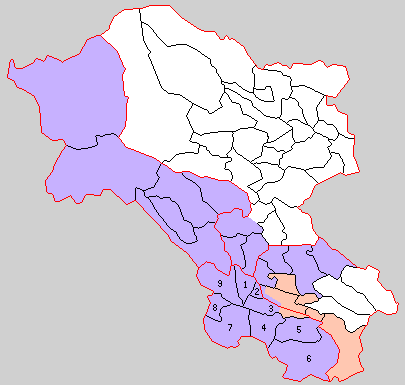
町村制施行時の志田郡の町村。1.古川町 2.荒雄村 3.敷玉村 4.下伊場野村 5.松山村 6.鹿島台村 7.三本木村 8.高倉村 9.志田村（紫色の町村が現在の大崎市域にあたる）

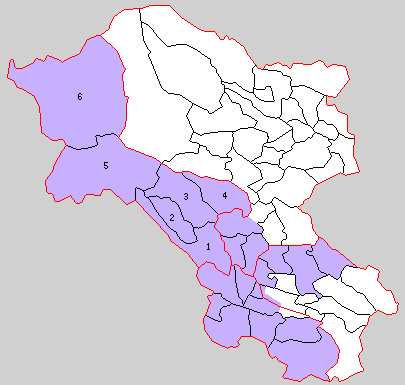
町村制施行時の玉造郡の村々。1.大崎村 2.岩出山町 3.一栗村 4.真山村 5.温泉村 6.鬼首村（紫色の町村が現在の大崎市域にあたる）

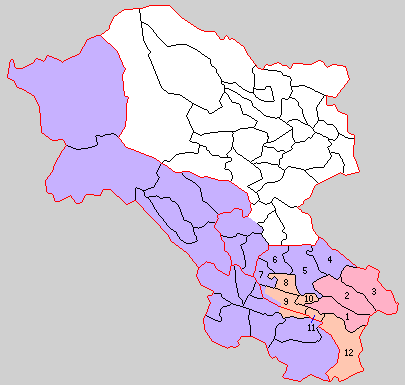
町村制施行時の遠田郡の村々。4.大貫村 5.沼部村 6.田尻村 7.富永村 9.北浦村（紫色の町村が現在の大崎市域にあたる）

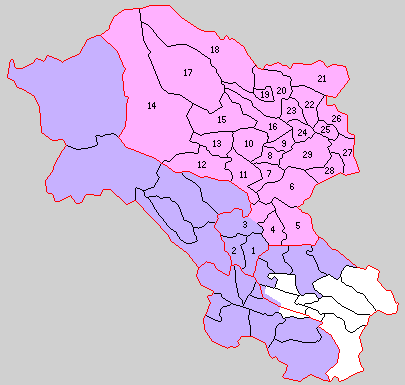
町村制施行時の栗原郡の村々。1.長岡村 2.宮沢村 3.清滝村（紫色の町村が現在の大崎市域にあたる）

- 1889年（明治22年）4月1日 - 町村制施行に伴い、志田郡所属4村の区域をもって志田郡古川町が成立。
  - 同時に、現在の市域に概ね相当する以下の町村が成立。
    - 志田郡：荒雄村・志田村・高倉村・敷玉村・下伊場野村・松山村・鹿島台村・三本木村
    - 玉造郡：大崎村・岩出山町・一栗村・真山村・温泉村・鬼首村
    - 遠田郡：大貫村・沼部村・田尻村・富永村・北浦村
    - 栗原郡：長岡村・宮沢村・清滝村
- 1890年（明治23年）3月15日 - 松山村が町制施行し、志田郡松山町が成立[1]。
- 1895年（明治28年）10月31日 - 三本木村が町制施行し、志田郡三本木町が成立。
- 1896年（明治29年）4月1日 - 大崎村が分村し、玉造郡東大崎村・西大崎村が成立。
- 1902年（明治35年）12月26日 - 田尻村が町制施行し、遠田郡田尻町が成立。
- 1921年（大正10年）4月10日 - 温泉村の一部をもって町制施行し、玉造郡鳴子町が成立。また、温泉村の残部をもって川渡村が成立。
- 1950年（昭和25年）
  - 4月1日
    - 西大崎村と志田村が境界変更[2]。
    - 敷玉村と下伊場野村が境界変更[2]。

  - 12月15日 - 古川町が荒雄村・志田村・宮沢村を編入し、同日より市制施行。古川町は古川市となる[3][4]。
  - 12月16日 - 古川市が東大崎村・富永村・長岡村を編入[5]。
- 1951年（昭和26年）7月1日 - 鹿島台村が町制施行し、志田郡鹿島台町となる[6]。
- 1954年（昭和29年）
  - 4月1日
    - 鳴子町・川渡村・鬼首村が合併し、玉造郡鳴子町（2代目）が成立[7]。
    - 岩出山町・西大崎村・一栗村・真山村が合併し玉造郡岩出山町（2代目）が成立[8]。
    - 北浦村が近隣町村と合併し、小牛田町の一部となる[9][10]。

  - 5月1日 - 鹿島台町と大谷村が境界変更[11][12]。
  - 8月1日 - 敷玉村を廃止し、その一部が古川市に編入[13][14]。
  - 10月1日 - 古川市が清滝村と高倉村を編入[15][16]。
- 1955年（昭和30年）
  - 3月30日
    - 松山町と下伊場野村の一部が合併し、志田郡松山町（2代目）が成立[17]。
    - 三本木町と下伊場野村の一部が合併し、志田郡三本木町（2代目）が成立[17]。

  - 4月10日 - 古川市と岩出山町が境界変更[18][19][20]。
  - 4月14日 - 古川市と高清水町が境界変更[21]。
  - 5月3日 - 田尻町・大貫村・沼部村が合併し、遠田郡田尻町（2代目）が成立。
  - 7月11日[注 1] - 古川市と三本木町が境界変更[22]。
  - 10月1日 - 松山町と三本木町が境界変更[23]。
- 1956年（昭和31年）1月1日 - 古川市と小牛田町が境界変更[24][25]。
- 1957年（昭和32年）4月1日 - 古川市と岩出山町が境界変更[18][26]。
- 1972年（昭和47年）4月10日 - 古川市と田尻町が境界変更[27]。
- 1974年（昭和49年）4月20日 - 古川市と高清水町が境界変更[28]。
- 1975年（昭和50年）8月1日 - 古川市と岩出山町が境界変更[29]。
- 1977年（昭和52年）5月1日 - 瀬峰町と田尻町が境界変更[30]。
- 1978年（昭和53年）12月1日 - 三本木町と大衡村が境界変更[31]。
- 1979年（昭和54年）9月1日 - 三本木町と松山町が境界変更[32]。
- 1980年（昭和55年）12月1日 - 瀬峰町と田尻町が境界変更[33]。
- 1982年（昭和57年）11月1日 - 鹿島台町と大郷町が境界変更[34]。
- 1984年（昭和59年）3月24日 - 田尻町と栗原郡瀬峰町が境界変更[35]。
- 1991年（平成3年）4月1日 - 三本木町と大衡村と色麻町が境界変更[36]。
- 1994年（平成6年）12月20日 - 古川市と高清水町が境界変更[37]。
- 1995年（平成7年）9月11日 - 鹿島台町と松島町が境界変更[38]。
- 1998年（平成10年）10月10日 - 鹿島台町と南郷町および松山町と南郷町および鹿島台町と松山町が境界変更[39][40][41]。
- 1999年（平成11年）9月1日 - 古川市と中新田町が境界変更[42][43][44]。
- 2000年（平成12年）6月1日 - 田尻町と小牛田町が境界変更[45]。
- 2001年（平成13年）12月1日 - 鹿島台町と南郷町および鹿島台町と松山町が境界変更[46][47]。
- 2003年（平成15年）
  - 1月10日 - 田尻町と涌谷町が境界変更[48]。
  - 2月1日 - 古川市と中新田町が境界変更[49]。
  - 3月1日 - 鹿島台町と大郷町が境界変更[50]。
  - 3月10日 - 田尻町と小牛田町が境界変更[51]。
  - 7月1日 - 大崎地方合併協議会設置[52]。
  - 12月5日 - 新市名が「大崎市」に決定[52]。
- 2006年（平成18年）3月31日 - 古川市、志田郡松山町、同郡三本木町、同郡鹿島台町、玉造郡岩出山町、同郡鳴子町、遠田郡田尻町が合併し、大崎市が成立[53][54][55]。
- 2007年（平成19年）1月15日 - 大崎市と涌谷町が境界変更[56]。
- 2015年（平成27年）
  - 3月1日 - 大崎市と美里町が境界変更[57]。
  - 7月1日 - 大崎市と松島町が境界変更[58]。
- 2017年（平成29年）10月16日 - 大崎市と加美町が境界変更[59]。
- 2018年（平成30年）1月15日 - 大崎市と美里町が境界変更[60]。
- 2019年（平成31年）2月1日 - 大崎市と美里町が境界変更[61]。

### 変遷表
1889年（明治22年）4月1日から2025年（令和7年）5月現在に至るまでの大崎市の前身諸市町村および大崎市の市域の変遷を簡略化して以下に記す。ここでは市町村合併による市域拡大を主に記述しており、軽微な境界変更による市域の変更は省略する。
| 1889年4月1日 町村制施行 | 1889年4月1日 町村制施行 | 1889年 - 1910年              | 1911年 - 1940年                 | 1941年 - 1950年                  | 1951年 - 1955年                 | 1956年 - 1970年           | 1971年 - 現在                 | 現在   |
| ----------------------- | ----------------------- | ---------------------------- | ------------------------------- | -------------------------------- | ------------------------------- | ------------------------- | ----------------------------- | ------ |
| 志田郡古川町            | 志田郡古川町            | 古川町                       | 古川町                          | 1950年12月15日 編入・市制 古川市 | 古川市                          | 古川市                    | 2006年3月31日 新設合併 大崎市 | 大崎市 |
| 志田郡荒雄村            | 志田郡荒雄村            | 荒雄村                       | 荒雄村                          | 1950年12月15日 編入・市制 古川市 | 古川市                          | 古川市                    | 2006年3月31日 新設合併 大崎市 | 大崎市 |
| 志田郡志田村            | 志田郡志田村            | 志田村                       | 志田村                          | 1950年12月15日 編入・市制 古川市 | 古川市                          | 古川市                    | 2006年3月31日 新設合併 大崎市 | 大崎市 |
| 栗原郡宮沢村            | 栗原郡宮沢村            | 宮沢村                       | 宮沢村                          | 1950年12月15日 編入・市制 古川市 | 古川市                          | 古川市                    | 2006年3月31日 新設合併 大崎市 | 大崎市 |
| 栗原郡富永村            | 栗原郡富永村            | 富永村                       | 富永村                          | 1950年12月16日 古川市に編入      | 古川市                          | 古川市                    | 2006年3月31日 新設合併 大崎市 | 大崎市 |
| 栗原郡長岡村            | 栗原郡長岡村            | 長岡村                       | 長岡村                          | 1950年12月16日 古川市に編入      | 古川市                          | 古川市                    | 2006年3月31日 新設合併 大崎市 | 大崎市 |
| 玉造郡大崎村            | （東部）                | 1896年4月1日 分村 東大崎村   | 東大崎村                        | 1950年12月16日 古川市に編入      | 古川市                          | 古川市                    | 2006年3月31日 新設合併 大崎市 | 大崎市 |
| 玉造郡大崎村            | （西部）                | 1896年4月1日 分村 西大崎村   | 西大崎村                        | 西大崎村                         | 1954年4月1日 新設合併 岩出山町  | 岩出山町                  | 2006年3月31日 新設合併 大崎市 | 大崎市 |
| 志田郡高倉村            | 志田郡高倉村            | 高倉村                       | 高倉村                          | 高倉村                           | 1954年10月1日 古川市に編入      | 古川市                    | 2006年3月31日 新設合併 大崎市 | 大崎市 |
| 栗原郡清滝村            | 栗原郡清滝村            | 清滝村                       | 清滝村                          | 清滝村                           | 1954年10月1日 古川市に編入      | 古川市                    | 2006年3月31日 新設合併 大崎市 | 大崎市 |
| 遠田郡北浦村            | （西部）                | 北浦村                       | 北浦村                          | 北浦村                           | 1954年4月1日 新設合併 小牛田町  | 1956年1月1日 古川市に編入 | 2006年3月31日 新設合併 大崎市 | 大崎市 |
| 志田郡松山村            | 志田郡松山村            | 1890年3月15日 町制 松山町    | 松山町                          | 松山町                           | 1955年3月30日 新設合併 松山町   | 松山町                    | 2006年3月31日 新設合併 大崎市 | 大崎市 |
| 志田郡下伊場野村        | （東部）                | 下伊場野村                   | 下伊場野村                      | 下伊場野村                       | 1955年3月30日 新設合併 松山町   | 松山町                    | 2006年3月31日 新設合併 大崎市 | 大崎市 |
| 志田郡下伊場野村        | （西部）                | 下伊場野村                   | 下伊場野村                      | 下伊場野村                       | 1955年3月30日 新設合併 三本木町 | 三本木町                  | 2006年3月31日 新設合併 大崎市 | 大崎市 |
| 志田郡松山村            | 志田郡松山村            | 1895年10月31日 町制 三本木町 | 三本木町                        | 三本木町                         | 1955年3月30日 新設合併 三本木町 | 三本木町                  | 2006年3月31日 新設合併 大崎市 | 大崎市 |
| 志田郡鹿島台村          | 志田郡鹿島台村          | 鹿島台村                     | 鹿島台村                        | 鹿島台村                         | 1951年7月1日 町制 鹿島台町      | 鹿島台町                  | 2006年3月31日 新設合併 大崎市 | 大崎市 |
| 玉造郡岩出山町          | 玉造郡岩出山町          | 岩出山町                     | 岩出山町                        | 岩出山町                         | 1954年4月1日 新設合併 岩出山町  | 岩出山町                  | 2006年3月31日 新設合併 大崎市 | 大崎市 |
| 玉造郡一栗村            | 玉造郡一栗村            | 一栗村                       | 一栗村                          | 一栗村                           | 1954年4月1日 新設合併 岩出山町  | 岩出山町                  | 2006年3月31日 新設合併 大崎市 | 大崎市 |
| 玉造郡真山村            | 玉造郡真山村            | 真山村                       | 真山村                          | 真山村                           | 1954年4月1日 新設合併 岩出山町  | 岩出山町                  | 2006年3月31日 新設合併 大崎市 | 大崎市 |
| 玉造郡温泉村            | （一部）                | 玉造郡温泉村                 | 1921年4月10日 分村・町制 鳴子町 | 鳴子町                           | 1954年4月1日 新設合併 鳴子町    | 鳴子町                    | 2006年3月31日 新設合併 大崎市 | 大崎市 |
| 玉造郡温泉村            | （一部）                | 玉造郡温泉村                 | 1921年4月10日 分村 川渡村       | 川渡村                           | 1954年4月1日 新設合併 鳴子町    | 鳴子町                    | 2006年3月31日 新設合併 大崎市 | 大崎市 |
| 玉造郡鬼首村            | 玉造郡鬼首村            | 鬼首村                       | 鬼首村                          | 鬼首村                           | 1954年4月1日 新設合併 鳴子町    | 鳴子町                    | 2006年3月31日 新設合併 大崎市 | 大崎市 |
| 遠田郡田尻村            | 遠田郡田尻村            | 1902年12月26日 町制 田尻町   | 田尻町                          | 田尻町                           | 1955年5月3日 新設合併 田尻町    | 田尻町                    | 2006年3月31日 新設合併 大崎市 | 大崎市 |
| 遠田郡大貫村            | 遠田郡大貫村            | 大貫村                       | 大貫村                          | 大貫村                           | 1955年5月3日 新設合併 田尻町    | 田尻町                    | 2006年3月31日 新設合併 大崎市 | 大崎市 |
| 遠田郡沼部村            | 遠田郡沼部村            | 沼部村                       | 沼部村                          | 沼部村                           | 1955年5月3日 新設合併 田尻町    | 田尻町                    | 2006年3月31日 新設合併 大崎市 | 大崎市 |

## 明治期から戦前まで
古川町は大柿村・稲葉村・古川村・中里村が合併して、町制施行したことにより、1889年（明治22年）4月1日に成立した。成立当時の人口は7,147人で志田郡内唯一の町であったが、市制施行の目安であった人口25,000人には遠く及ばなかった。合併理由については「旧各村は、犬牙錯雑土壌相接し、其の地形全く一村の姿をなすのみならず、従来一戸長役場部内に在り、民情風俗亦相同じきを以てなり。」とされている。

### 古川町以外の動向

#### 志田郡
荒雄村は小泉村・福浦村・宮袋村・江合村・福沼村・李埣村・馬寄村・蓑口沼村が合併して、村制施行したことにより1889年（明治22年）4月1日に成立した。成立当時の人口は1,819人で合併理由については「本村は、従来戸長役場区域を同うし、民情風俗より諸般の慣行に至るまで、小差あるなく、村民亦合併を希望するに由る」とされている。
志田村は柏崎村・斎下村・耳取村・保柳村・新堀村・荒田目村・渋井村・塚目村・米倉村・飯川村・西荒井村の11か村が合併して、村制施行したことにより、1889年（明治22年）に成立した。成立当時の人口は4,271人で合併理由については「本村は、従来一戸長役場区域内にあり、共同処弁に係る事務少なからず、且地形民情より諸般の慣行に至るまで、皆相同じきを以てなり」とされている。
高倉村は引田村・矢ノ目村・堤根村・中沢村・新沼村の5か村が合併して、村制施行したことにより、1889年（明治22年）4月1日に成立した。成立当時の人口は2,906人で合併理由については「本村は土地相接し、民情風俗亦相同じく、天然の一部落をなすの観あり、且従来一戸長役場部内に在り、行政事務を共同処弁し来たりし慣行あるに由る」とされている。
敷玉村は青生村・石森村・下中目村・楡木村・師山村・大幡村・宮内村・境ノ宮村の8か村が合併して、村制施行したことにより、1889年（明治22年）4月1日に成立した。成立当時の人口は4,154人で合併理由については「本村内各村は、戸数何れも僅少にして、独立する能わず、且其の地相接して全一村の形をなし、村民亦合併を希望するに由る」とされている。
下伊場野村は下伊場野村が1889年（明治22年）4月1日に単独村制施行したことにより成立した。
松山村は千石村・次橋村・金谷村・長尾村・須摩屋村の5か村が合併して、村制施行したことにより、1889年（明治22年）4月1日に成立した。1890年（明治23年）3月15日、松山村は町制施行し松山町となった。
鹿島台村は木間塚村・平渡村・広長村・深谷村・大迫村・船越村の6か村が合併して、村制施行したことにより、1889年（明治22年）4月1日に成立した。しかし、成立して早々の1890年（明治23年）11月20日、「鹿島台村分離ニ関スル事件議定ノ為メ村会開設請求書」が一部の村会議員らにより提出され、村を分離することを議定するための村会を開く請求がなされた。これには同年10月20日に大迫・広長・深谷の旧3か村の村民203名が連署捺印し村長に村の分離を要求する上申書を提出したことが背景にあるとされる。この問題について村会が開設され、「鹿島台村分離ニ関スル意見書」としてまとめられ、議員10名の連署をもって宮城県参事官に提出された。意見書提出の段階で、問題は飛び火し、平渡・木間塚の旧2か村で1村、船越は松山村に合併するという意見もまとめられた。鹿島台町は鹿島台町史のなかでこれら上申書・意見書について「かなり強い調子の文章で書かれ、その性質上、誇大に表現されているかも知れないが、六つの自然村が一つの行政村民になり切らないところから生じたものだろう」と述べている。意見書は県庁でどう取り上げられたのかは不明であるが、鹿島台町は「新鹿島台村の建設に努力されたいと指導を受けたのであろう」と鹿島台町史で述べており、結局、分村が実施されることはなく、事態は鎮静化していった。
三本木村は斎田村・坂本村・音無村・蟻ケ袋村・伊賀村・三本木村・桑折村・秋田村・上伊場野村・南谷地村・蒜袋村・高柳村の12か村が合併して、村制施行したことにより、1889年（明治22年）4月1日に成立した。1895年（明治28年）10月31日、三本木村は町制施行し、三本木町となった。

#### 玉造郡
岩出山町は岩出山村が単独町制施行したことにより、1889年（明治22年）4月1日に成立した。
真山村は上山里村・下山里村の2か村が合併して、村制施行したことにより、1889年（明治22年）4月1日に成立した。なお、上山里村は1875年（明治8年）10月17日に上真山村・葛岡村が合併したことにより成立し、下山里村は同日に下真山村・磯田村が合併したことにより成立した。
大崎村は大崎村・新田村・清水村・南沢村・下野目村の5か村が合併して、村制施行したことにより、1889年（明治22年）4月1日に成立した。「大崎村」の名称の選定理由について、「明治二十一年町村区域表」によると
とされている。この村名に対して下野目村と南沢村から改名の請願がなされた。2か村は
と述べるなど、歴史的経緯などから「大崎村」を「下郷村」に改称するべきだと主張した。なお、この「下郷村」とは、江戸期に呼称されていた大崎村一帯の通称で岩出山本郷の川下にあったことを由来とする。結局、この村名変更の請願は「歴史上著名の名称はなるべく保存の注意をなすべし」という規定に基づき却下され、退けられた。その後、大崎村東部の住民らの強い希望により、1896年（明治29年）4月に東大崎村・西大崎村が分村して成立した。
一栗村は池月村・下一栗村・上野目村の3か村が合併して、村制施行したことにより、1889年（明治22年）4月1日に成立した。なお、池月村は1875年（明治8年）10月17日に上一栗村・上宮村・下宮村・鵙目村の4か村が合併したことにより成立した。
温泉村は大口村・鳴子村・名生定村の3か村が合併して、村制施行したことにより、1889年（明治22年）4月1日に成立した。温泉村の発展に伴い行政機能が複雑化していき、地域が広大なのも相まって村の統一が困難となり、住民福祉のために分村やむなしとの判断が下され、温泉村大字鳴子をもって鳴子町が、温泉村大字大口および大字名生定をもって川渡村が設置された。
鬼首村は鬼首村が単独村制施行したことにより、1889年（明治22年）4月1日に成立した。

#### 栗原郡
長岡村は荒谷村・小野村の2か村が合併して、村制施行したことにより、1889年（明治22年）4月1日に成立した。成立当時の人口は2,483人で合併理由については「本村は、地勢密接するのみならず、年来戸長役場区域を共にし、人情親睦、合併を希望するに由れり」とされる。
清滝村は小山田村・清滝村・山田村の3か村が合併して、村制施行したことにより、1889年（明治22年）4月1日に成立した。成立当時の人口は2,244人で合併理由については「本村は、四境山を以て界し、風俗同一、人情親密、地積亦甚広からず、且村民亦合併して、一村たらんことを希望するに由る」とされる。
宮沢村は豊丘村・嵯峨村の2か村が合併して、村制施行したことにより、1889年（明治22年）4月1日に成立した。成立当時の人口は2,414人で合併理由については「本村は、荒谷村と合し敢えて不可なきが如しと雖も、風俗習慣同じからざるを以て、之を合するも到底協和の見込みなし、而して本村2か村は従来利害得失を同じうし、人情合一、村民挙げて合併を希望するによれり」とされる。

#### 遠田郡
遠田郡のうち、現在の大崎市におおむね含まれる地域では、田尻村・大嶺村・八幡村・小松村・通木村・諏訪峠村・沼木村・中目村・北牧目村の9か村が合併して、村制施行したことにより田尻村が、沼部村・小塩村・大沢村・桜田高野村・北高城村・北小牛田村の6か村が合併して、村制施行したことにより沼部村が、大貫村と蕪栗村の2か村が合併して、村制施行したことにより大貫村が、狐塚村・馬放村・長岡針村・休塚村・渕尻村・冨長村・上埣村の7か村が合併して、村制施行したことにより冨永村が、それぞれ1889年（明治22年）4月1日に成立した。なお、沼部村では新村名を巡って論争が起き、「沼部村」のほか「大沢村」「大沼村」「鶴城村」などが主張されるなど容易に定まらなかった。

## 昭和期の合併と古川市の成立

1950年時点での宮城県の市町村（太線は市郡境）。

戦後、シャウプ勧告の地方分権の原則に則って、自治体警察や新制中学校の管理・運営など地方自治体の行政の分野が増大した。そのため、経済的な理由から旧来の小規模自治体を維持することが困難となり、日本政府は地方行政を能率的に処理するために上からの町村合併を推進する方針を打ち立てた。宮城県においても町村合併が積極的に推奨され、1953年（昭和28年）7月に町村合併促進審議会条例が公布された。第一回の町村合併促進審議会では県知事の諮問に応じて宮城県町村合併促進基本計画が答申された。その計画とは、当時の県内182市町村のうち、人口8,000人未満の141町村を人口8,000人以上の町村へと合併、あるいは人口8,000人未満の町村を相互に平均4か町村をもって合併させ、最終的に県内の町村数を80か町村にしようとするものであった。

### 古川町の市制施行
古川町は大崎耕土のほぼ中央に位置し、古くから近隣農村の消費を見据えた商いの街であった。そして近代になると国や県の出先機関が設置され、仙北地域の中枢となっていた。そんななか、戦後を迎えて先述の通り、全国で合併の機運が高まると古川町民の間で合併による市制施行を望む声が澎湃として起こってきた。1950年（昭和25年）1月、町では荒雄村・志田村・東大崎村・富永村・宮沢村・長岡村との合併案が作成され、2月に関係町村に合併案を提示した。当時の古川町の人口は17,639人であり、市制施行の人口条件（人口3万人以上）を満たしていなかったが、これら町村と合併した場合、人口は4万以上が見込まれ、市制施行条件を満たしていた。合併案にある町村は概ね合併に積極的で古川町と個別に合併調査研究を行っていたが、総合的に進めた方が妥当ではないかとの意見が提起され、「仮称大崎市建設調査委員会」が立ち上げられた。これは後に「新市建設協議会」と改称し、合併の具体的事項の協議が進められることとなった。その後は一部住民の「商工業を主とする古川町に自村の利益が犠牲にされるのではないか」という不安を解消するために関係町村で住民懇談会や研究会が開催された。かくして合併の態勢は十分となったが、7か町村が一挙に合併すると市制施行の必要条件であった「中心市街地を形成している区域に在る戸数が全戸長の6割以上であること。およびその者と同一世帯に属する者の数が全人口の6割以上であること。」を満たすことができないことが発覚し、二段階に分けての合併とすることが決定した。これにより、1950年（昭和25年）12月15日、宮城県議会が古川町と荒雄村・志田村・宮沢村の合併およびそれに伴う古川町の市制施行を承認し、同日に古川市が成立した。合併協議のとおり、翌日の12月16日に第二次合併が実施され、古川市に東大崎村・長岡村・富永村が編入された。
その後、古川市は加美郡鳴瀬村との合併に挫折した高倉村、真山村や栗原郡高清水町との合併に挫折した清滝村を1954年（昭和29年）10月1日に編入合併した。詳細は後述する。

### 古川市以外の動向

#### 志田郡
下伊場野村は県試案によれば三本木町・高倉村との合併が予定されていた。しかし、下伊場野村は松山町と古くから産業経済的に不離の関係にあったため、県試案と同時に松山町との合併も同時に検討された。近隣町村との合併を検討を進めているなかで、三本木町と松山町からの働きかけが積極化していき、村内世論は松山町との合併を希望する者と三本木町との合併を希望する者の2派に分かれて対立した。一方、1954年（昭和29年）8月12日に高倉村議会で古川市との合併が議決されたことを受けて、県試案に基づく三本木町・高倉村との合併案は白紙に還され、県試案を原則として合併を検討していた村当局は村の帰趨を村自身で決することとなった。当時の議会勢力は松山町との合併を推す議員が多数派を占めていたが、三本木町との合併を推す議員との数の差はわずかで松山町との全村合併に関する請願と三本木町との分村合併に関する請願が出されるなど村議会は紛糾した。結局、松山町との全村合併が採択されたが、一部の住民らは三本木町との合併を主張し続け、両派の対立が鎮まることはなかった。8月17日には県より「町村合併の決定に当り村内の対立が将来の村政の障害とならないように注意するとともに慎重に合併計画を進めるよう」にと村長および村議会に要望された。その後も、2派以外にも古川市との合併を推す勢力が現れるなど、事態が鎮静化する兆しは見られなかったが、県の町村合併促進審議会が下伊場野村の地理的条件から松山町と三本木町の両村に分村合併するのが妥当という旨を松山町・三本木町・下伊場野村の首長および議会議長に通知し、それを受けて大崎地方事務所で3か町村長議長会議が行われ、下伊場野村を分割して松山町・三本木町に合併することが決定された。合併に際して、大字が存在していなかった下伊場野村では「大字伊場野」と「大字下伊場野」が設けられ、1955年（昭和30年）3月31日、下伊場野村大字伊場野が三本木町に、下伊場野村大字下伊場野が松山町に合併されることとなった。なお、下伊場野村の合併に関して、協定項目の一つに「合併後、境界変更の実現に努力する」という旨の事項があり、それに則って、松山町・三本木町は町境部部落の住民の意思を尊重し、同年10月1日、三本木町のうち大字伊場野字大柳、同字境、同字砂押、同字松の木、同字宮下、同字穴の坊、同字太夫沢原の各全部と同字鉄砲町、同字勅使、同字館崎、同字庚戊、同字中の坊の各一部が松山町に編入された。
三本木町は県試案にある下伊場野村・高倉村との合併に対して積極的な姿勢をみせ、1953年（昭和28年）12月に県試案が発表されてから2村に合併の意向を打診、3か町村関係者間での合併研修会・部落座談会を開催するなど、合併に対してかなり前向きであった。しかし、高倉村では県試案での合併に非常に消極的で、村内の世論は高倉村と同じく純農村である加美郡鳴瀬村との合併を推していた。しかし、鳴瀬村が加美郡中新田町と合併することが決まり、村内世論は古川市との合併構想に再転した。結局、高倉村は1954年（昭和29年）8月12日に臨時村議会を開き、古川市との合併を賛成多数で議決し、合併後、高倉村のうち三本木町との合併を希求する声が強かった新沼5部落（上宿・下宿・中谷地・下沖・上沖）は1955年（昭和30年）古川市と三本木町に対して新沼5部落を三本木町に編入する手続きを行うように申請した。同年2月19日に古川市議会はこの件について「宮城県知事から勧告あるも本市としてはこの手続きは行わないものとする」との議決を行い、新沼地区の三本木町への編入を阻止する姿勢を見せた。これに対し、新沼5部落は「新沼五部落分村住民総蹶起大会」を開催し、分村の目的達成のための決議文を発表した。再度、宮城音五郎知事から勧告がなされ、結局、住民投票が実施された。住民投票の結果、1955年（昭和30年）7月11日に新沼5部落が三本木町に編入された。
松山町は県試案によれば残置町村の一つとされていたが、1953年（昭和28年）12月29日の町議会で町村合併促進法の精神に則り、町村合併促進委員会を設置し、下伊場野村および敷玉村との3か町村合併を考え運動を進める方針をとった。なお、後に敷玉村の全村合併は地理的条件から断念し、敷玉村のうち中の目地区・青生地区との合併を目指すこととした。下伊場野村との合併は先述の通り分村合併という形となったが、敷玉村との合併は分村合併すら実現せず、敷玉村は古川市および遠田郡小牛田町に分村合併されることとなった。
敷玉村では、古川町の市制施行後まもなく、西部の宮内・楡木・大幡の部落が古川市への合併を陳情しており、町村合併促進法の制定を契機に西部の（大幡・境野宮・宮内・楡木・師山・石森・下中目）が古川市に、東部は住民投票の結果、小牛田町に編入されることとなった。

#### 玉造郡・栗原郡
玉造郡では県試案により岩出山ブロック（岩出山町・西大崎村・一栗村・真山村）と鳴子ブロック（鳴子町・川渡村・鬼首村）の各ブロックで町村合併をすることが予定されていた。
岩出山ブロックにおいて、岩出山町・西大崎村・一栗村は早期に合併の方針を固めており、順調に合併に向け進行していたが、真山村では合併の方針がなかなか定まらず、他3か町村と比べ遅れをとっていた。真山村は唯一江合川水系ではなく迫川水系に属しており、風習などは栗原地方の影響を強く受けていたことから、真山村では清滝村との合併を推す声が一部で存在しており、県試案（岩出山ブロックでの合併）を推す勢力と自主案（清滝村との合併）を推す勢力が対立していた。結局、県試案が採用され、岩出山ブロック4か町村は3回にわたる合併促進協議会で協定事項・合併条件を決定し、各町村議会での議決を経て、1954年（昭和29年）3月12日に合併調印が行われた。そして、同年4月1日をもって4か町村は対等合併の形式で合併し岩出山町（2代目）が発足した。なお、合併条件には合併後にも近隣町村との境界変更は実施できるということが盛り込まれていた。これは以前から、水利や日常生活、地理的利便を理由として他市町（古川市・高清水町）への声が上がっていた旧西大崎村南沢地区および旧真山村下山里の一部を将来的に他市町に分離編入することも視野に入れてのことであった。実際、合併成立数か月後の6月には両地区住民から分離促進に関する請願が県議会になされ、県は1955年（昭和30年）1月26日に古川市・岩出山町・高清水町に対して境界変更の勧告を行った。南沢地区においては南沢字氷室、同字東向囲、同字西向囲、同字海道上囲の各全部が古川市に編入することについて住民投票が実施され、有効投票の3分の2以上の賛成があったため、同年4月10日、岩出山町のうち前述の地域が古川市に編入された。真山地区においても同様に住民投票が実施されたが、有効投票の3分の2に賛成票が達しなかったため、真山地区の編入は不成立となった。ただし、1957年（昭和32年）3月に大沼康県知事の任命した町村合併調整委員の調停により4月1日、真山地区の一部が古川市に編入された。
鳴子町・川渡村・鬼首村は相接する高原にあって、各町とも森林・温泉・鉱物資源を有するなど共通した産業経済圏を構成しており、終戦後の諸制度の改革や経済圏の拡大などを背景に1950年（昭和25年）秋ごろから3か町村合併の話が持ち上がっていた。1954年（昭和29年）1月には3か町村を1つにする県の合併試案が発表されると合併への動きは本格化し、同年3月8日には「鳴子地区町村合併推進協議会」が設置され、年度内の合併を決議した。同年3月13日に3か町村の議会はそれぞれ合併関連議案を議決し、4月1日に3か町村が合併し、鳴子町（2代目）が発足した。
清滝村は県試案によれば高清水ブロック（瀬峰町・高清水町・真山村・清滝村）での合併が計画されていた。しかし、雨生沢部落の住民らは古川市への分離独立を主張しており、村議会は他町村との合併は挙村一致で実施することを決定し、いずれの町村と合併するにしても分村合併はしないことで一致した。その後、瀬峰町が独立を主張、真山村が岩出山町と合併するに及んで、村内世論は県試案による合併がもはや不可能であるとして、村内9部落中6部落が村長・村議会議長に対して古川市との合併を陳情するに至った。県試案の通り高清水町との合併を目指す村当局と古川市との合併を目指す部落の意見は相容れず、1954年（昭和29年）5月18日の村議会で高清水町派と古川市派で紛糾し、結論が付かなかった。状況を打開するために5月29日、村代表が古川市議会に赴き、市の意向をただしたところ、市議会総務委員長から積極的に運動してまで合併する気はないが、村民が希望するなら受け入れる用意はあるとの回答を得た。これを受けて村長は高清水町との合併を放棄し、かつ全村一致で合併するべきとの意向を改めて表明したため、協議が進められたところ古川市との合併が議決された。なお、高清水町との合併を推す声が大きかった小山田では合併後に住民投票が行われ、1955年（昭和30年）4月14日、大字小山田字荻生田・西表・西裏の各全部が高清水町に編入された。

#### 遠田郡
田尻町は県試案によれば、河北ブロック（田尻町・沼部村・大貫村・中埣村）に属しており、佐々木町長は関係町村に合併の呼びかけを行った。各村ではまだ合併機運が熟しておらず、議論もまとまっていなかったため、必ずしも佐々木町長の案に同調しなかった。1954年（昭和29年）1月に至って、沼部村の世論が田尻町との合併にかたむき、田尻町と同調して合併を促進する姿勢を見せた。しかし、中埣村は河北ブロックと同時に小牛田ブロック（小牛田町・不動堂町・中埣村・北浦村）にも属しており、同年3月7日に住民投票が行われた結果、小牛田ブロックでの合併が決定され、河北ブロックは3か町村での合併を目指すこととなった。中埣村が小牛田ブロックでの合併を決定したことにより、田尻・沼部両町村は大貫村に強く働きかけて話し合いが進んだ。話し合いの中で合併期日は憲法記念日である5月3日が望ましいとされ、これに向け合併を行うために合併促進協議会が設置された。計4回開かれた協議会では新町名と役場位置で紛糾したが、第4回協議会の1954年（昭和29年）4月5日で意見がまとまり、4月中に各町村議会で合併関連議案が可決され、同年5月3日に3か町村の区域を以て田尻町（2代目）が発足した。
北浦村は県試案で小牛田町・不動堂町・中埣村との合併が計画されていた。しかし、北浦村の西部では小牛田町を中心とした合併に反対する声もあがっていた。部落座談会を開いて住民の意見をただしたところ、深沼部落や桑針部落、関根部落、鶴ケ埣部落、谷地中部落では古川市編入賛成派が多数を占めた。それ以外の7部落では軒並み小牛田町との合併賛成が多数を占めていたため、村当局は小牛田町との合併する方向で協議を進め、結局、1954年（昭和29年）4月1日に小牛田町（2代目）が発足し、北浦村もその一部に含まれることとなった。新小牛田町成立後も沖四区（深沼・桑針・鶴ケ埣・谷地中各部落の総称）では激しい分町運動が展開された。1955年（昭和30年）3月22日に分町派が発行した新聞「分町のさけび」によれば、分町の理由について「経済面での古川市との結びつき」「古川市の行政的な発展性」を挙げており、小牛田町史編纂委員会はそれ以外にも水利や農協のつながりなども合併を推進する要因の一つであったのだろうと推測している。沖四区分町派住民らは「古川市合併促進会」を結成し、県に対して活発に陳情を行った。その結果、1955年（昭和30年）1月26日付で県は沖四区を古川市に編入する勧告を発し、小牛田町は同年2月24日臨時議会を招集し、これを審議した。小牛田町は県の勧告を23対3の多数で否決することとし、次の通り告示した。
しかし、町村合併促進法の規定により、小牛田町選挙管理委員会は同年3月24日に住民投票を実施することになった。小牛田町は編入阻止のために町公報「町だより」の臨時号を出し、沖四区の住民らに分町反対を呼びかけ、反対に古川市合併促進会も「分町のさけび」でこれに反発し分町賛成を訴えた。住民投票の結果、有権者454名のうち447名が投票し、分町賛成319、反対120、無効8となり、編入合併が住民の意思に基づいて決定したかのように思えた。しかし、分町反対派が同年3月31日、住民投票の際、分町賛成派による不正が行われたとして、選挙管理委員会に対して異議申し立てをおこなった。同委員会はこれを全面的に認め、住民投票を無効とした。分町賛成派はこれを不服として、県選挙管理委員会に訴願提起を行うも、県選挙管理委員会も住民投票に不正があったとして訴願を棄却した。これを受けて、分町賛成派は再勧告の運動を展開し、8月24日に2度目の境界変更勧告がなされた。分町反対派はこれを阻止すべく「境界変更勧告撤回についての請願書」を県に提出した。請願書には「古川合併希望者においては、旧来の独裁的封建的思想を持ち、（中略）わたし共に日夜悪質な暴力的圧迫を加え...」「古川派は納税組合、衛生組合、婦人会、青年団などを一方的な協議で破壊解散し同志会を結成して、すべて部落の運営を彼らだけで牛耳るといったことまでやっております」といった分町をめぐる町内対立について多く記されていた。2度目の境界変更勧告に対して小牛田町議会は審議を拒否したため、宮城音五郎知事は10月5日、小牛田町選挙管理委員会に住民投票執行の請求を行った。11月5日に再投票が実施され、結果は分町賛成321票、反対128票となり、最終的に沖四区の古川市編入が決定した。境界変更は1956年（昭和31年）1月1日に実施された。

## 昭和中期から平成初期までの境界変更

1975年時点での宮城県の市町村（太線は2025年現在における市町村境）。

1954年（昭和29年）5月1日、黒川郡大谷村大字山崎字川北が鹿島台町に編入された。
1955年（昭和30年）4月10日、岩出山町のうち南沢字氷室、同字東向囲、同字西向囲、同字海道上囲の各全部が古川市に編入された。
1955年（昭和30年）4月14日、古川市のうち大字小山田字荻生田・西表・西裏の各一部が栗原郡高清水町に編入された。
1955年（昭和30年）7月11日、古川市のうち新沼字天神・同字荒屋敷・同字一本杉・同字堤・同字羽黒・同字大田・同字前田・同字小関・同字西害・同字南野土・同字南薬師堂・同字薬師・同字北野土・同字下大釜・同字舞台・同字田中・同字中ノ町・同字中谷地・同字中谷地屋敷・同字栄北・同字小曾箱・同字新田・同字小原・同字高原・同字新若宮・同字若宮・同字坪呂・同字新川原・同字諏訪・同字板橋・同字川原目・同字二又・同字舟場・同字老勢堂の各全部が三本木町に編入された。
1955年（昭和30年）10月1日、三本木町のうち大字伊場野字大柳、同字境、同字砂押、同字松の木、同字宮下、同字穴の坊、同字太夫沢原の各全部と同字鉄砲町、同字勅使、同字館崎、同字庚戊、同字中の坊の各一部が松山町に編入された。
1956年（昭和31年）1月1日、遠田郡小牛田町のうち大字鶴ケ埣・大字深沼・大字桑針の各全部が古川市に編入された。
1957年（昭和32年）4月1日、岩出山町のうち南沢字大久保囲の一部が古川市に編入された。
1972年（昭和47年）4月10日、田尻町のうち小松字荒谷東、中目字沼田、同字向長田、同字長田の各一部が古川市に、古川市のうち狐塚字八幡、馬放字新田西、同字明神東、同字長田の各一部が田尻町に編入された。
1974年（昭和49年）4月20日、高清水町のうち字萱刈の一部が古川市に、古川市のうち小野字三ツ山崎の一部が高清水町に編入された。
1975年（昭和50年）8月1日、岩出山町のうち下山里字磯田急松の一部が古川市に、古川市のうち清滝字清滝町田の一部が古川市に編入された。
1977年（昭和52年）5月1日、田尻町のうち沼部字船橋五の一部が栗原郡瀬峰町に、瀬峰町のうち大里字中船橋前が田尻町に編入された。
1978年（昭和53年）12月1日、黒川郡大衡村駒場字蕨崎、同字上蕨崎の各一部が三本木町に、三本木町のうち音無字上城野の一部が大衡村に編入された。
1979年（昭和54年）9月1日、三本木町のうち伊場野字中の坊の一部が松山町に、松山町のうち下伊場野字宮下、同字舘崎、同字姥乳の各一部が三本木町に編入された。
1980年（昭和55年）11月1日、瀬峰町のうち大里字愛宕南の一部が田尻町に、田尻町のうち蕪栗字新田、同字大沼の各一部が瀬峰町に編入された。
1982年（昭和57年）11月1日、鹿島台町のうち大迫字砂崎、同字南砂崎の各一部が黒川郡大郷町に、大郷町のうち大松沢字法堂前、同字法堂の各一部が鹿島台町に編入された。
1984年（昭和59年）3月24日、瀬峰町のうち大里字明神南の一部が田尻町に、田尻町のうち沼部字十五町新田の一部が瀬峰町に編入された。
1991年（平成3年）4月1日、三本木町のうち斉田字新馬古沢、同字真岸前の各一部が大衡村に、三本木町のうち斉田字新馬古沢の一部が色麻町に、色麻町のうち四竈字新馬古沢の一部および大衡村のうち駒場字上蕨崎の一部が三本木町に編入された。
1994年（平成6年）12月20日、高清水町のうち字上萩田、字上関の田、字勝負ケ町二の各一部が古川市に、古川市のうち清水沢字坊田の一部が高清水町に編入された。
1995年（平成7年）9月11日、鹿島台町のうち大迫字南川尻の一部が松島町に、宮城郡松島町のうち幡谷字幡谷身沼、竹谷字竹谷身沼の各一部が鹿島台町に編入された。
1998年（平成10年）10月10日、遠田郡南郷町のうち和多田沼字砂地下、字砂地の各一部および鹿島台町のうち船越字本木の一部が松山町に、鹿島台町のうち船越字本木下の一部が南郷町に編入された。
1999年（平成11年）9月1日、中新田町のうち雑式目字羽毛、平柳字矢ノ目浦、同字川南、同字下谷地の各一部が古川市に、古川市のうち矢目字川橋、同字境、同字上野、同字北谷地の各一部が中新田町に編入された。
2000年（平成12年）6月1日、田尻町のうち北牧目字北川向の一部が小牛田町に編入された。
2001年（平成13年）12月1日、南郷町のうち和多田沼字砂地西、同字砂地の各一部および松山町のうち須摩屋字本木、同字長沼、同字八軒前、長尾字長沼、同字穴沢、同字沢が鹿島台町に、鹿島台町のうち船越字本木下の一部が南郷町に、鹿島台町のうち船越字長柳、同字長柳下、広長字大堂、同字一盃清水東の各一部が松山町に編入された。
2003年（平成15年）1月10日、田尻町のうち北小牛田字上谷地、同字民治浦、同字宅地の各一部が遠田郡涌谷町に、涌谷町のうち涌谷字上谷地の一部が田尻町に編入された。
2003年（平成15年）2月1日、鹿島台町のうち大迫字阿弥陀前、同字シダレ松の各一部が大郷町に、大郷町のうち大松沢字青初草堀西、同字青初草、同字狸沢の各一部が鹿島台町に編入された。また、同日、中新田町のうち雑式目字大町、同字雲雀、下新田字御穀田、同字大巻、同字桑原、同字下江八、同字原江の各一部が古川市に、古川市のうち引田字青田、同字入倉、同字念仏檀、同字堀込、同字堀込道上、同字川原の各一部が中新田町に編入された。
2003年（平成15年）3月10日、小牛田町のうち平針字谷地中、同字南谷地中、同字谷地前、同字與惣屋敷の各一部が田尻町に、田尻町のうち大沢字南善光寺、同字江合、北小牛田字木村前、同字御蔵浦の各一部が小牛田町に編入された。

## 平成期の合併
高度成長期の都市化やモータリゼーションによる住民の生活圏の拡大に対応するため、1965年（昭和40年）に10年間の時限立法として「市町村の合併の特例に関する法律」（昭和40年法律第6号、通称合併特例法）が制定されたが、効果は薄くほとんどの市町村では合併の機運は低調のままで、同法は10年毎に延長が繰り返されてきた。そんななか、経済団体等からの市町村合併の提言がなされ、政府内で合併議論が盛んに行われるようになり、1995年（平成7年）には住民の直接請求により法定合併協議会を発議できる制度の新設や合併特例債などを盛り込んだ合併特例法の改正が行われ、さらに2000年（平成12年）12月に閣議決定された「行政改革大綱」の中で「自主的な市町村合併を積極的に推進し、行政基盤を強化する」という目標が設定されるなど、政府主導の市町村合併が推し進められることとなった。特に、合併特例債は法定合併協議会で協議される「合併市町村建設計画」に定めた事業の経費について合併10年間に限り借り入れることができる地方債で、対象事業の95%以上に充当でき、元利償還金の70%を普通交付税で措置されるというかなり有利な条件であった。こうした合併を支援する体制が整備されているなか、景気低迷と小泉純一郎政権のもと推し進められた三位一体の改革による地方交付税の大幅な削減により、財政的に行き詰った自治体は合併に積極的な態度をとるようになった。
宮城県では、2000年（平成12年）3月に「宮城県市町村合併推進要綱」が定められ、そのなかで大崎地方1市9町（古川市・松山町・三本木町・鹿島台町・岩出山町・鳴子町・涌谷町・田尻町・小牛田町・南郷町）は「中核都市創造型」合併により特例市となることが望ましいとされた。同要綱には、この合併により「県中北部の発展を牽引する拠点都市の確立」や「特例市移行を目指すことによる都市としての権限拡充」が効果として期待できるとされていた。2002年（平成14年）6月4日、大崎地方町村会臨時総会において、古川市長であった佐々木謙次が出席町長に対し行った市町村合併問題について考える研究会の設立の呼びかけをきっかけに、同年7月22日に加美郡を除く大崎地方の市町村（古川市・松山町・三本木町・鹿島台町・岩出山町・鳴子町・涌谷町・田尻町・小牛田町・南郷町）の助役や合併担当課長等で構成する「大崎1市9町市町村合併事務研究会」が設立された。また、同年9月には栗原郡高清水町・瀬峰町両町に参加要請を行った結果、同年10月から正式に両町が加わり、会の名称が「大崎1市9町・栗原2町市町村合併事務研究会」に変更された。同年12月5日には、研究会の席上で佐々木市長が2003年（平成15年）2月末頃に任意の合併協議会の設置について提案した。提案通りに、遠田郡3町による合併協議会設立を目指す小牛田町、涌谷町、南郷町および参加を保留した高清水町を除く1市7町により、同年2月28日に任意の合併協議会である「大崎地方合併推進協議会」が設立された。なお、瀬峰町は同年3月に住民意向調査を行ったところ、「栗原地域との合併を望む」との回答が「大崎地域との合併を望む」の回答を上回ったことから、栗原地域諸町村との合併を目指すとして3月17日に任意協議会を離脱した。
任意協議会において、合併方式は新設合併とし、合併特例法期限までの合併を目指すことや2003年（平成17年）7月1日に法定協議会を設置することなどを決定した。同年6月30日に7市町議会において、それぞれ法定協議会設置議案を可決し、7月1日に法定協議会である「大崎地方合併協議会」が設置された。
合併協議会では、2003年（平成15年）7月の第1回会議において、任意協議会で合意したとおり合併特例法期限内に新設合併を目指すことを承認し、新市の名称や事務所の位置、議員の取扱いなどについては小委員会で協議することを確認した。新庁舎については、小委員会で協議の結果、その位置を古川市とし、合併後10年以内を目標に古川市内に新庁舎の建設を図ることで合意、10月の第5回協議会で承認された。新市の名称については、公募した中から小委員会は第一次選考で「稲穂市」「いなほ市」「大崎市」「おおさき市」「北宮城市」「江鳴市」「新大崎市」「新古川市」「せんぽく市」「田園中央市」「ふるかわ市」「古川市」「みずほ市」「みちのく市」「みのり市」「宮城市」「陸前市」の17候補を、続く第二次選考で「いなほ市」「大崎市」「おおさき市」「北宮城市」「新古川市」「古川市」「ふるかわ市」「みずほ市」「みちのく市」「宮城市」を選出し、最終候補として「大崎市」「おおさき市」「古川市」「北宮城市」「ふるかわ市」「宮城市」の6点を選定した。12月5日の第8回協議会に行われた投票の結果、「大崎市」が37票、「古川市」が8票、「おおさき市」が7票、「北宮城市」が1票、その他が0票であった。規定により、決戦投票にもつれ込んだ結果、「大崎市」が45票、「古川市」が7票、無効票が1票という結果になり、新市名を「大崎市」とすることが決定された。合併期日については、合併旧法が1年間延長される見通しとなったことを踏まえ、2004年（平成16年）3月の第14回協議会で、「平成17年3月22日とする。ただし、合併特例法の一部改正があった場合は平成17年4月1日とする」と決定した。
2004年（平成16年）4月17日の第16回協議会で新市建設計画を承認し、計26すべての協定項目について協議が整った。しかし、その後実施された住民意向調査では古川市と鳴子町で「反対」・「どちらかと言えば反対」が「賛成」・「どちらかと言えば賛成」を上回る結果となった。古川市の住民意向調査によれば合併反対の主な理由は新市の名称であった。これを受けて古川市議会は反対多数で廃置分合案を否決した。古川市以外にも三本木町で合併関連議案が否決されるなど、合併は暗雲が立ちこむ状況となった。これを打開するために9月6日に佐々木市長は市長職を辞職し、改めて市民に信を問うとして、市長選に出馬した。結果、10月24日に佐々木は2人の対立候補を破って市長に当選し、古川市は合併に向け再び動き出した。佐々木市長は再当選後、11月2日、合併協議会に新市名を「大崎市」ではなく「古川市」に変更することおよび合併の期日を遅らせることについて再協議を申し入れる文書を提出した。合併協議会はこの件について5回にわたる議論・検討を行い、12月19日の第28回合併協議会で新市名に関する提案は否決されたが、合併の期日を遅らせる提案は議決され、合併期日を2006年（平成18年）3月31日とすることで一致した。
古川市と同様に住民意向調査で「反対」・「どちらかと言えば反対」が多数派となった鳴子町では、高橋勇次郎町長が結果を真摯に受け止めるという旨のコメントを発表するも、合併推進派であった高橋町長は「合併特例法にある都道府県知事による市町村合併に関する勧告の対象とされる小規模市町村に鳴子町が該当しており、将来的に新設合併ではなく吸収合併されるリスクがあること」「財政難等のため、合併しなければ行政サービスや住民負担が合併した場合より更に厳しくなること」「鳴子町が古川市の商圏に属していること」などを挙げ、合併協定調印を実施し引き続き合併にむけて協議を行うことを表明した。
2005年（平成17年）1月13日に合併協定調印式が行われ、同月18日から19日にかけて各市町議会で合併関連議案が審議された結果、全市町議会で可決された。21日には宮城県知事浅野史郎に対し廃置分合申請が提出され、3月18日に宮城県議会で廃置分合議案が可決、県は同日付で廃置分合を決定し、総務省へ届け出を行った。そして4月15日に官報で市町の廃置分合が告示され、翌2006年（平成18年）3月31日に1市6町をもって大崎市が設置された。

## 大崎市成立以降から現在まで
2007年（平成19年）1月15日、遠田郡涌谷町のうち上郡字夏梨の一部が大崎市に、大崎市のうち田尻大沢字夏梨、同字泉ヶ崎の各一部が涌谷町に編入された。
2015年（平成27年）3月1日、遠田郡美里町のうち荻埣字上田、同字江口裏、同字蟹屋敷、同字五倫壇、中埣字笑川、同字鴻ノ巣、同字新成田、同字道下、成田字西田一、同字西谷地、同字村田、南牧ノ目字北田、同字宮田の各一部が大崎市に、大崎市のうち田尻字赤田、同字御蔵、古川下谷地字新田、同字東光、古川富長字二軒在家、古川長岡針字赤田、同字沖田、同字新中屋敷、同字新成田、同字成田、古川馬櫛字後田、同字上馬櫛、同字北田、同字成田南、同字東田、同字谷地中の各一部が美里町に編入された。
2015年（平成27年）7月1日、宮城郡松島町のうち幡谷字岩下向、同字西品井沼の各一部が大崎市に、大崎市のうち鹿島台大迫字下志田の一部が松島町に編入された。
2017年（平成29年）10月16日、加美郡加美町のうち下多田川字浦南、同字金屋敷、同字鹿野浦、同字上中ノ町、同字志田境、同字志田境浦、同字甚幸、同字二反田、同字古舘、平柳字鹿島が大崎市に、大崎市のうち岩出山南沢字宮守沢、同字桂沢、古川柏崎字出羽街道の各一部が加美町に編入された。
2018年（平成30年）1月15日、美里町のうち青生字横江、同字堀切浦、同字堀切、同字三角、同字堀切浦の各一部が大崎市に、大崎市のうち古川桑針字小筒下、古川下中目字三角、同字新小路浦の各一部が美里町に編入された。
2019年（平成31年）2月1日、美里町のうち北浦字上田、同字大坪、同字笹屋敷、同字下中江、同字高田、同字出来沼、同字明神、関根字亀田の各一部が大崎市に、大崎市のうち古川桑針字大江向、同字北新田、同字十文地、同字西田、同字丙、同字元村、古川深沼字大谷地、同字上谷地の各一部が美里町に編入された。